# Frowin
Frowin ist ein männlicher Vorname. Der Name wird auch als Nachname verwendet.

## Herkunft und Bedeutung
- aus dem althochdeutschen frot, fruot (klug, weise) und wini (Freund)
- der kluge Freund

## Varianten
- Frowein

## Namensträger

### Vorname
- Frowin (Sagengestalt), sagenhafter Vorfahre des Hauses Wessex
- Frowin (Abt), 2. Abt des Klosters Engelberg (1143–1178) (Festtag 2. Mai)
- Frowin Conrad (1833–1923), US-amerikanischer Pater
- Carl Frowin Mayer (1827–1919), deutscher Politiker, Bürgermeister von Waldshut

### Familienname
- Michael Frowin (* 1969), deutscher Schauspieler